# Avaré (kommun)
Avaré är en kommun i Brasilien.   Den ligger i delstaten São Paulo, i den södra delen av landet, 800 km söder om huvudstaden Brasília. Antalet invånare är 82 935.
Följande samhällen finns i Avaré:
- Avaré

Omgivningarna runt Avaré är huvudsakligen savann. Runt Avaré är det ganska tätbefolkat, med 70 invånare per kvadratkilometer.